# ワタナベフラワームサのアニソン部屋
『ワタナベフラワームサのアニソン部屋』（ワタナベフラワームサのアニソンべや）は、2016年4月1日よりラジオ関西で放送されているラジオ番組。番組の略称およびハッシュタグは『ムサ部屋』

## 概要
神戸市を拠点として活動しているバンド、「ワタナベフラワー」のベーシストであり、アニメやサブカルチャー好きでコスプレイベント「かみこす！」を主催するなどしているムサがパーソナリティを務める番組。『アニたまどっとコム』枠では数少ない神戸本社制作の番組の一つである。
スタジオを「集合住宅にあるムサが住む部屋」に見立て、スタジオ内にラジカセを持ち込み、リクエストされた曲など好きなアニメソングを、収録されたCDを入れたラジカセで直接流しながら、リスナーからのお便りを読みつつムサがトークするという形式を取っている。このような性質から、基本的にCDでリリースされており、かつラジオ関西の楽曲ライブラリーにあるCDに収録されている楽曲を流すという形をとっているため、レコードやカセットテープの楽曲はリクエスト対象外となる（デジタル配信の楽曲はCD-R等に書き込み済みの場合対応可能のケースもあり）。また、リクエストもメールで受け付ける形となる。この点ではラジオ関西の長寿アニメソングリクエスト番組で、2022年4月からはムサもパーソナリティを務める『青春ラジメニア』とはコンセプトを異にする。
また、「ムサの部屋」という形式を取るため、隔週レギュラーの神井花音（ローカルアイドル・タレント）は「ムサの隣の部屋に住む隣人」、神井やゲストが出演する際には出演前に呼び鈴が鳴って入室する、リモート出演の際には部屋の電話の呼び出し音が鳴る、ゲストからの事前収録コメントは留守番電話の伝言メッセージ、という設定が設けられている。
2020年2月1日で放送開始200回となり、直前の1月29日には神戸情報文化ビル（カルメニ）1階のサテライトスタジオで公開録音イベントを実施。2022年1月1日には300回となり、2021年12月12日には神戸ラピスホールで行われたアニソン系サブカルイベント「アニバースト！」にて記念の公開収録イベントを行った。また、2022年6月11日にはエフエム大阪『おふらじ!EX』とのコラボレーション企画として、『おふらじ!EX』にムサがゲスト出演し「何分何秒のコーナー」を、本番組には淡路祐介と新井希衣がゲスト出演し「LOVE OFF LETTER」を、それぞれ行った。

## 放送時間の変遷
- 2016年4月 - 6月：金曜23時30分 - 翌土曜0時
- 2017年4月1日 - 2018年12月：日曜（土曜深夜）2時30分 - 3時
- 2019年1月 - 3月：土曜22時 - 22時30分
- 2019年4月 - 9月：土曜21時 - 21時30分
- 2019年10月 - 2021年3月：土曜21時30分 - 22時
- 2021年4月 - 2022年3月：土曜21時30分 - 21時55分[注 3]
- 2022年4月 - 2023年3月：土曜22時 - 22時30分
- 2023年4月 - ：土曜22時 - 22時20分[注 4]

### ネット局
MROラジオ
- 2021年7月24日 - 8月7日（3回）：土曜20時30分 - 21時（1週遅れ放送）

## 主なコーナー
神井花音の無茶ソンのコーナー
神井が毎回無茶振りとなるテーマを出し、それにあうようなアニメソングのリクエストを受け付ける。
神井花音の神マンガ、推しまんがな
神井が個人的に薦めたい漫画作品を紹介する。

### 過去のコーナー
何分何秒のコーナー
リスナーが「この楽曲のここの部分が聞き所」を投稿、それを実際に聞く。ムサが良いと思えば「おかわり」としてもう一度聞くとともに、ノベルティのステッカーがもらえた。
勝手にカテゴリランキング
一定の投票テーマを決め、リスナーに投票してもらうコーナー。ただし一定の票数が集まらないと結果発表は放送されない。
推して参る
ムサが一つの作品を鑑賞し、その感想を語るとともに、リスナーからのその作品に対する投稿も取り上げる。